# Tenmu Tennō
Tenmu Tennō (天武天皇?) (c., 631 – 1 de octubre de 686) fue el 40.º emperador de Japón, según el orden tradicional de sucesión. Reinó entre 672 y 686.

## Genealogía
Fue el hijo de Jomei Tennō y de la Emperatriz Saimei, y hermano menor de Tenji Tennō. Su nombre de nacimiento fue Príncipe Ōama  (大海人皇子 Ōama no ōji?). La Emperatriz Jitō, quien lo sucedió al trono, fue su esposa y sobrina. 
Durante el reinado de su hermano mayor, fue forzado a casarse con varias de las hijas del Emperador Tenji, ya que el emperador consideraba que los matrimonios reforzarían el poder político entre los dos hermanos. Así el Emperador Tenmu se casó con sus sobrinas, incluyendo la Princesa Unonosarara, futura Emperatriz Jitō; y la Princesa Ōta. También contrajo matrimonio con otras consortes cuyos padres eran cortesanos influyentes.
Entre los numerosos hijos del Emperador Tenmu estaban el Príncipe Kusakabe (cuya madre fue la Princesa Unonosarara), la Princesa Tōchi, el Príncipe Ōtsu y la Princesa Ōku (cuya madre fue la Princesa Ōta), y el Príncipe Toneri, editor del Nihonshoki y padre del Emperador Junnin. Con el Príncipe Kusakabe, el Emperador Tenmu tuvo dos emperadores y dos emperatrices sobre sus descendientes. La Emperatriz Shōtoku fue la última de las emperatrices que provino de esa línea.

## Biografía
Tenmu Tennō fue el primer emperador de Japón, que ostentó el título de tennō de manera contemporánea. 
El primer y único documento que reseña su vida fue el Nihonshoki. Pero, como fue editado por su hijo, el Príncipe Toneri, y dicha obra fue escrita durante los reinados de su esposa e hijos, causando problemas de neutralidad e imparcialidad.
Su padre, Jomei Tennō, murió cuando el príncipe era joven, y creció bajo la guía de la Emperatriz Saimei. No pensaba en asumir al trono, ya que su hermano, el futuro Emperador Tenji, era el Príncipe de la Corona.
Cuando el Emperador Tenji asumió el trono, el Príncipe Ōama fue nombrado Príncipe de la Corona, ya que el emperador consideraba que sus hijos no eran aptos para asumir el trono, al igual que sus esposas. El Emperador Tenji consideró que su hermano era más ambicioso con las decisiones políticas del país. 
En 671, el Príncipe Ōama estuvo en peligro y renunció voluntariamente al cargo de Príncipe de la Corona y se convirtió en monje. Se trasladó a las montañas en Yoshino, provincia de Yamato (actual prefectura de Nara), con el objetivo de buscar la seclusión. Él se mudó con sus hijos y con una de sus esposas, la Princesa Unonosarara; pero dejó a sus otras consortes en la capital en Ōmi-kyō, en la provincia de Ōmi (actual Otsu).
Durante los últimos años del reinado del Emperador Tenji, tuvo un hijo con una consorte de clase baja, el Príncipe Ōtomo. Tras la muerte del Emperador Tenji en 672, el Príncipe Ōtomo asume el trono con el nombre de Emperador Kōbun. El Príncipe Ōama arma un ejército y se traslada desde Yoshino en dirección este y ataca Ōmi-kyō en un movimiento contrarreloj. Marchan sobre las provincias de Yamato, Iga y Mino y alcanzan la capital. Los ejércitos del Príncipe Ōama y del Emperador Kōbun luchan en el noroeste de Mino (en la actual Sekigahara. El ejército del príncipe vence en la batalla y el emperador es obligado a suicidarse. Este suceso es conocido como el Incidente Jinshin.
En los documentos históricos anteriores a la era Meiji, se consideraba que el Emperador Kōbun era un pretendiente o un intruso y que el Príncipe Ōama recibió la sucesión de manera directa tras la muerte del Emperador Tenji. Tras el reconocimiento del Emperador Kōbun como emperador legítimo por el Emperador Meiji en 1870, se corrigió la sucesión al trono, en donde el Príncipe Ōama ascendió al trono tras la muerte del Emperador Kōbun en 672. Asumiría el nombre de Emperador Tenmu.

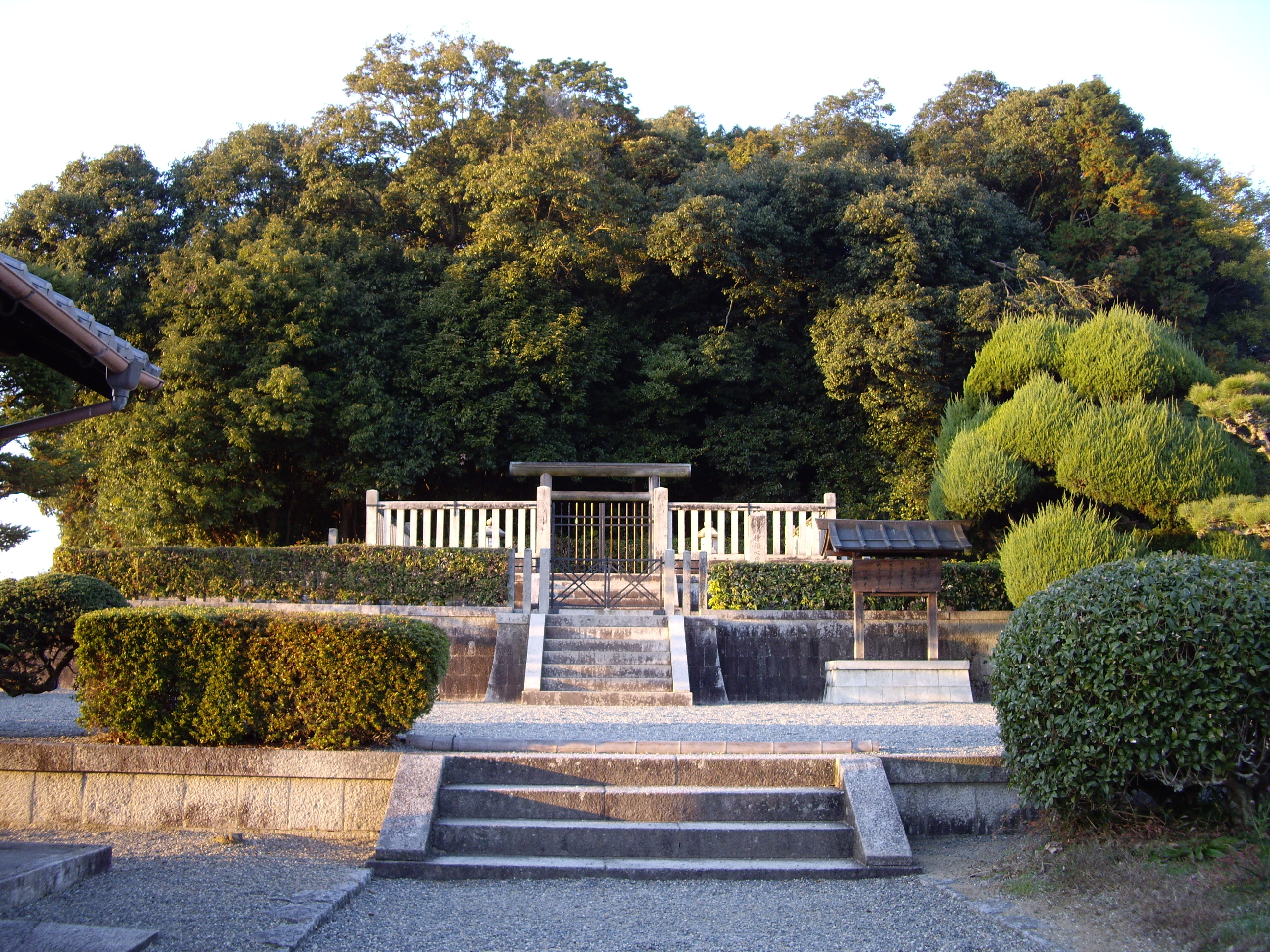
Tumba del Emperador Tenmu en Nara.

El Emperador Tenmu siguió el mismo enfoque de desarrollo de las instituciones militares iniciada por el Emperador Tenji durante la reforma Taika. Organizó un departamento de guerra centralizado, fortaleció las defensas ubicadas en los alrededores de la capital, se construirían castillos y fuertes cerca de la capital y en el oeste de Honshu y en Kyushu, estableció la revisión de tropas y todos los gobernadores de provincia fueron ordenados a completar la colección de armas y al estudio de tácticas.
En 673, el emperador trasladó la capital a la provincia de Yamato, en la meseta de Kimihara, llamando a su nueva capital Asuka. En Asuka, el Emperador Tenmu fue entronizado, y este elevó a la Princesa Unonosarara como su emperatriz. Reinaría desde esta ciudad hasta su muerte.
Según el Nihonshoki, el Emperador Tenmu era descrito como un gran innovador, pero la neutralidad de esta descripción es dudosa, debido a que la obra fue escrita con el patrocinio de sus descendientes. Algo que si es claro, es que el emperador buscó reforzar el poder imperial asignando a sus hijos en los principales puestos gubernamentales y reduciendo la influencia tradicional de los clanes Ōtomo y Soga, que ostentaron el poder durante el período Yamato.
Renovó el sistema de kabane, que era el sistema de rangos y títulos hereditarios, pero con algunas modificaciones, incluyendo la abolición de algunos títulos. Los Omi y los Muraji, quienes eran los títulos más altos en la época, fueron reducidos en valor en la nueva jerarquía, que consistía en ocho clases de kabane. Cada clan recibía un nuevo kabane, de acuerdo a su cercanía con la línea imperial y su lealtad al emperador.
También permitió un balance de poder sobre sus hijos, fue de viaje a Yoshino junto con sus hijos, y entre todos prometieron cooperarse mutuamente y no declarar la guerra entre sí. Este acuerdo no tuvo resultado: uno de sus hijos, el Príncipe Ōtsu, fue ejecutado por traición después de la muerte del Emperador Tenmu.
La política exterior del Emperador Tenmu favorecía al reino coreano de Silla, que había conquistado toda la península de Corea en 676. Tras la unificación de Corea por el reino de Silla, el Emperador Tenmu decide romper las relaciones con la China de la dinastía Tang, con el fin de satisfacer las relaciones con Silla.
El emperador usó elementos religiosos para incrementar la autoridad sobre el imperio. Durante su reinado hubo una creciente relación con la Casa Imperial y el Gran Santuario de Ise (dedicado a la diosa shinto del Sol y descendiente ancestral de los emperadores, Amaterasu). Su hija, la Princesa Ōku fue nombrada con el nuevo título de saiō del santuario, y varios festivales fueron financiados con el presupuesto nacional. El emperador también fue partidario del budismo y construyó varios grandes templos y monasterios. Además, prohibió la caza y la pesca, dando a entender su preocupación por los animales. Todos los monjes, sacerdotes y monjas budistas fueron controlados por el estado, y ninguna persona se convertiría en monje sin el permiso del estado. Esta medida se hizo con el fin de prevenir los cultos e impedir que los granjeros se convirtieran en monjes.
En 686 fallece en el trono a la edad de 55 años. Le sucede en el trono su esposa, la Emperatriz Jitō.

## Kugyō
Kugyō (公卿) es el término colectivo para los personajes más poderosos y directamente ligados al servicio del emperador del Japón anterior a la restauración Meiji. Eran cortesanos hereditarios cuya experiencia y prestigio les había llevado a lo más alto del escalafón cortesano.
- Sadaijin: Soga Akae no Omi[3]
- Udaijin: Nakatomi Kane no Muraji[3]
- Nadaijin:
- Dainagon:

## Eras
Gran parte del reinado del Emperador Tenmu no se encuentra en una era o nengō. La idea de nombrar eras desde la reforma Taika en 645 se descontinuó durante su reinado, aunque fue restablecido durante su último año de reinado.
- Periodo Tenmu (673 – 686) – no es nengō
- Shuchō (686)